# 榜沙河
榜沙河，位于中华人民共和国甘肃省东南部的一条河流，为渭河右岸支流。源头称闾井河，发源于定西市岷县东南部闾井镇新庄村鱼池沟以南的岷峨山北麓，一说发源于闾井镇林口村东南西秦岭直拉梁北侧，蜿蜒向西北流至蒲麻镇砖塔寨村转东北流后又称黑虎河，经漳县东南部和武山县西北部，于武山县鸳鸯镇以东汇入渭河。河长169千米，流域面积1554平方千米。年均径流量5.45亿立方米，年均输沙量95.3万吨。榜沙河是渭河支流中水量最大、泥沙最少、水质最好的一条。